# 爵溪街道
爵溪街道是浙江省象山县一个街道，辖区陆地面积31.8平方公里，2008年人口4.5万，街道办事处驻十字西街96号。

## 地理
爵溪街道位于象山县东部，濒临大目洋，由陆地和部分海岛组成。地域北界为白岩山盐场铜株山，南界韭山列岛积谷山，长9.7千米。西界马兰山麓横河，东界韭山列岛麒麟头，宽6千米。其中，韭山列岛部分区域为国家级自然保护区。

## 行政区划
爵溪街道下辖3个社区，6个行政村：
- 社区：瀛海、玉泉、龙溪
- 行政村：公屿农村、公屿渔村、牛丈岙、地厂、白沙湾、前岙

## 经济
爵溪街道经济发达，是中国重要的针织出口基地。

## 交通
象山城市环线象山港路经过爵溪街道。

## 文化
爵溪街道所辖地区历史上曾设爵溪千户所，属昌国卫。由于士兵多来自北方，久而久之，形成了独特的方言——所里话，目前使用人口约有9500人。

## 旅游
松兰山海滨旅游度假区位于爵溪街道，被称为华东地区最大的陆岸沙滩，周围包含明代抗倭遗迹游仙寨。白沙湾弥陀寺相传为《琵琶记》中赵五娘栖身之地。爵溪街心戏亭建筑、雕描精致，为浙江省文物保护单位。